# Euros (mythologie)
Pour les articles homonymes, voir Euro (homonymie).
Dans la mythologie grecque, Euros ou Eurus (en grec ancien Εὖρος / Eûros) est la personnification du vent de l'Est (ou plus précisément celui du Sud-Est, ou encore de l'Est-Sud-Est), l'un des quatre vents directionnels. Il correspond à Vulturnus chez les Romains.
Il est le fils d'Astréos et d'Éos (l'Aurore), et le frère d'Apéliote, Borée, Caecias, Notos, Lips, Zéphyr et Sciron.
Il est associé à l'automne et à ses tempêtes de pluie.
On dit que sa demeure se situe près du palais d'Hélios.

## Famille
Euros est le fils des titans Astréos et Éos (l'Aurore).
Un des vents directionnels, les Anémoi, il est le frère de Zéphyr, Caecias, Notos, Apéliote, Lips, Borée et Sciron. Hygin et Aratos lui donnent également Astrée pour sœur,. Il a aussi pour demi-frères maternels l'étoile du matin et l'étoile du soir, Éosphoros et Hespéros, et les étoiles en général.

## Iconographie
Euros est représenté par un homme barbu, vêtu d'un lourd manteau pour se protéger des éléments et aux ailes rouge feu.
Comme les autres divinités grecques des vents, Euros est représenté au sommet de la tour des Vents, horloge hydraulique et cadran solaire antique situés dans l'agora romaine d'Athènes.

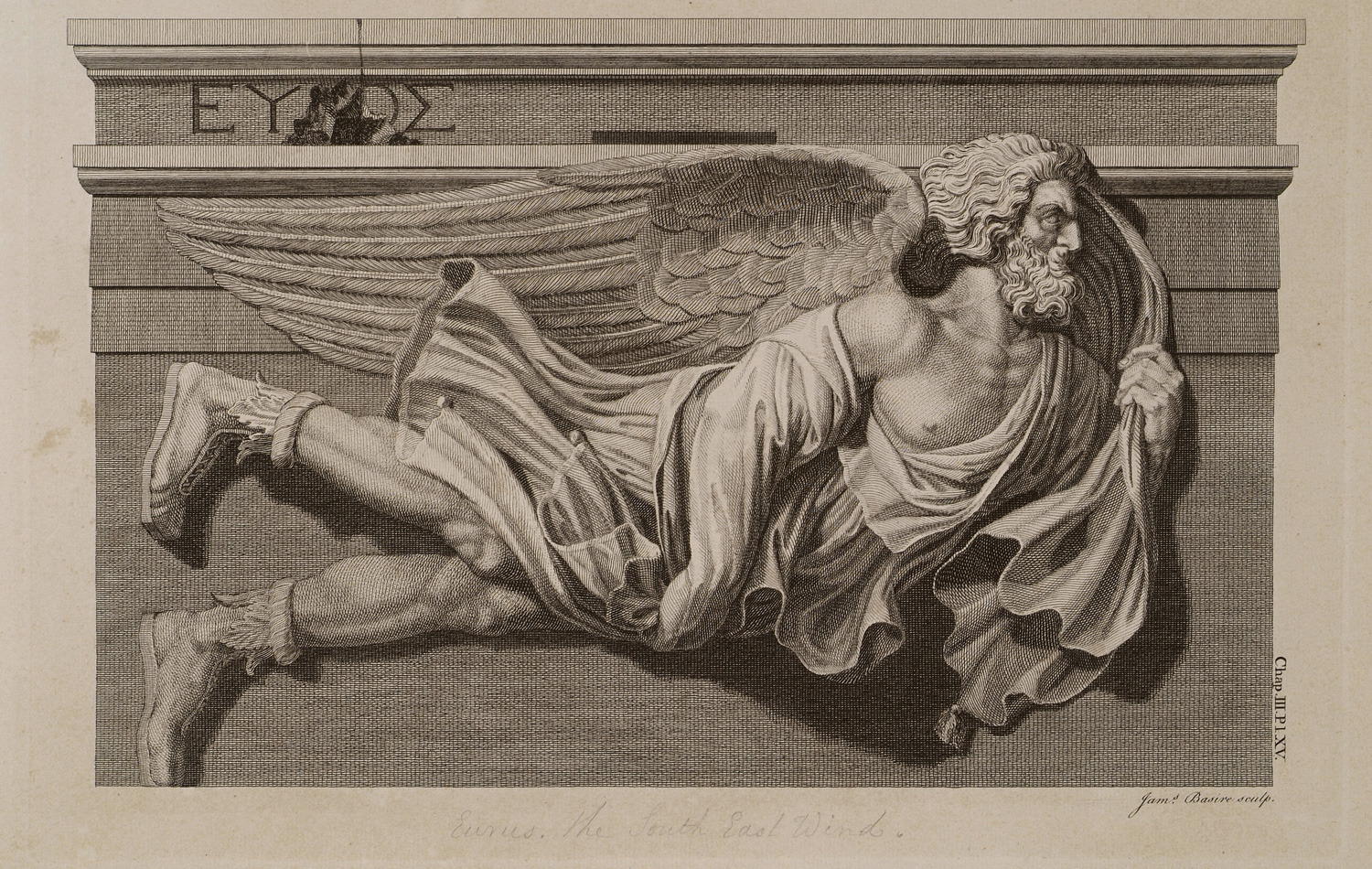
Gravure de la représentation d'Euros de la tour des Vents.

## Dans la culture moderne

### Astronomie
Eurus Undae, une formation géologique à la surface de Titan (un satellite de Saturne) a été ainsi nommé d'après Euros. 

## Sources
- Homère, Odyssée [détail des éditions] [lire en ligne] (V, 291).
- Nonnos de Panopolis, Dionysiaques [détail des éditions] [lire en ligne] (III, 55 ; VI, 18 ; XXXVII, 70 & 86).
- Ovide, Métamorphoses [détail des éditions] [lire en ligne] (I, 56 ; VIII, 1).
- Quintus de Smyrne, Suite d'Homère [détail des éditions] [lire en ligne] (XII, 189).
- Valerius Flaccus, Argonautiques [détail des éditions] [lire en ligne] (I, 574 ; II, 356).